# Рівнина Супутника
Рівнина Супутника (Sputnik Planitia) — простора світла рівнина на Плутоні. Відкрита на знімках, зроблених 2015 року космічним апаратом New Horizons, і названа на честь першого штучного супутника Землі. Ця назва (спершу — в вигляді Sputnik Planum, «плато Супутника») була запропонована науковою групою проекту New Horizons 2015 року, а 7 вересня 2017 затверджена Міжнародним астрономічним союзом.
Ця рівнина є найпримітнішим геологічним об'єктом, виявленим на Плутоні, і багата на своєрідні та загадкові деталі поверхні. Вона має округлу форму з виступом на південь-південь-схід. Розмір основної частини становить 1000×800 км, а виступ тягнеться приблизно на 500 км. Найбільший розмір рівнини — 1500 км, що становить 40 % довжини меридіану Плутона. Розташована вона біля центра протилежної до Харона півкулі (координати центра основної частини рівнини — біля 25° пн. ш. 176° сх. д. / 25° пн. ш. 176° сх. д.). Її площа становить близько 870 000 км2 — 5 % поверхні Плутона.

## Розташування та суміжні об'єкти
На сході рівнина межує з просторою ділянкою нерівної, але теж світлої місцевості. Разом вони утворюють найбільшу на Плутоні світлу деталь альбедо, відому як область Томбо (Tombaugh Regio), або «серце Плутона». На північному сході рівнина має доволі рівну й чітку межу, що сягає довжини 600 км і отримала назву «уступ Кусто» (Cousteau Rupes). Вздовж західної межі рівнини розкидані кілька гірських масивів. Це (з півночі на південь) гори аль-Ідрісі, гори Чжена Хе, гори Баре, гори Гілларі та гори Норгея. Біля південного кінця рівнини стоять хребти Пандемоніума, що межують із двома своєрідними округлими височинами з заглибинами в центрі. Вони названі горою Райта та горою Пікара і, можливо, є кріовулканами. На самій рівнині, особливо поблизу країв, багато невеликих пагорбів. Деякі з їхніх груп отримали назви на честь різних космічних місій та програм.
Дещо південніше екватора Плутона майже по всій його довжині тягнеться широка неоднорідна темна смуга. Південна частина рівнини перетинає її, утворюючи найбільший її розрив. Частини цієї смуги, що межують із рівниною, названо областю Ктулху (на заході) та областю Круна (на сході).

## Загальний опис
Рівнина Супутника лежить дещо нижче за навколишню місцевість. Це заповнена льодами западина — ймовірно, великий древній поруйнований кратер. Але форма рівнини далека від круглої, а її межа лише на чверті довжини є чіткою і дугоподібною (уступ Кусто, що обмежує рівнину з північного сходу). З інших боків край цього гіпотетичного кратера більш порізаний: на заході його розривають нерівномірно розкидані гори висотою до 5 км, а на півдні його взагалі не видно, і там рівнина виходить далеко назовні. Таким характером межі вона нагадує рівнину Спеки на Меркурії. Можливо, це результат того, що обидві вони з'явилися при заповненні гігантських кратерів плинними речовинами — лавою на Меркурії та льодом на Плутоні. Гадана глибина басейну рівнини Супутника та ознаки конвекції в її льодах вказують на те, що товщина цих льодів може сягати кількох кілометрів.
Поверхня рівнини дуже молода, що видно з відсутності на ній помітних кратерів (при роздільній здатності 350 м/пікс). Розраховано, що тривалість існування кратерів там не перевищує 10 млн років. Ймовірно, їх швидке руйнування — наслідок малої міцності та значної рухомості тамтешніх льодів.
Рівнину вкривають поширені на Плутоні льоди — замерзлий азот із домішкою метану та монооксиду вуглецю. Це леткі речовини, що складають і атмосферу Плутона; вони здатні випаровуватися, конденсуватися й мігрувати поверхнею. Рівнина може бути найбільшим на Плутоні їх резервуаром і, як наслідок, суттєво впливати на стан атмосфери. Вона є єдиним місцем, де в значних кількостях виявлено всі три речовини. Вміст монооксиду вуглецю на рівнині найбільший з-поміж усіх досліджених регіонів.
Всі перераховані льоди доволі плинні: під дією сили тяжіння вони можуть повільно повзти подібно до водяного льоду на Землі. Водяний же лід при температурах Плутона дуже міцний. По всій видимості, саме з нього складаються височини, що оточують рівнину. Він легший за азотний і може утворювати айсберги, здатні плавати в замерзлому азоті. Можливо, дрібні блоки водяного льоду під дією конвективних рухів плавають по всій рівнині, тоді як більші — кутасті гори, що розташовані по її краях, — лише трохи зміщуються та прокручуються (судячи з їх вигляду, вони можуть бути фрагментами колись суцільного покриву, що роз'єдналися й розсунулися).

## Деталі поверхні
Апарат New Horizons відзняв усю рівнину з роздільною здатністю не гірше кілометра на піксель, а невелика її частина потрапила в число ділянок, відзнятих із найвищою детальністю — близько 80 метрів на піксель.
Майже вся поверхня рівнини (крім південного та східного країв) перетята криволінійними борознами, що ділять її на комірки розміром у кілька десятків або близько сотні кілометрів. Ширина борозен становить 2–3 км, а глибина — до 100 м. Вони зазвичай подвійні й дещо темніші за околиці. В борознах, особливо в місцях їх з'єднання, часто трапляються дрібні темні пагорби. Поверхня принаймні деяких комірок у центрі вища, ніж по краях, на величину до 50 м. Найімовірніше, комірки створені конвекцією в плинному азотному льоді (див. комірки Бенара). В їх центрі лід підіймається, а під борознами — опускається. При цьому в борознах накопичуються айсберги водяного льоду, що й виглядають як дрібні пагорби. Впродовж мільйонів років конфігурація комірок може змінюватись: вони деформуються, з'єднуються та роз'єднуються. При цьому деякі борозни втрачають активність та починають зникати; подекуди на рівнині видно рештки таких борозен. Комп'ютерне моделювання показує, що швидкість льоду на поверхні рівнини сягає кількох сантиметрів на рік, і від центру до краю комірки він переміщується за сотні тисяч років.
З височин, що оточують рівнину, на неї сповзають азотні льодовики. Деякі з них лежать у деревоподібно розгалужених долинах. Льодовики можуть бути частиною кругообігу азоту на Плутоні: їх підживлює конденсація газу, що випаровується, серед іншого, з самої рівнини.
Деякі ділянки рівнини всіяні численними заглибинами шириною близько 2 км. Особливо багато їх на півдні. Часто вони вишикувані в довгі паралельні вигнуті ряди, а іноді злиті докупи. Їх поява може бути пов'язана з розтріскуванням та сублімацією льоду. При малій роздільній здатності ряди цих заглибин нагадують дюни, і перші інтерпретації деяких їх знімків були саме такими.
На рівнині трапляються деталі, що можуть бути ознаками дії вітру. Це темні смуги довжиною до 50 км, що тягнуться від деяких пагорбів по азимуту 140° від півночі. Можливо, темна речовина здута з пагорбів, а можливо, вони створюють у потоці газу збурення, що здувають світлу речовину з поверхні. Вплив вітру може бути причиною забарвлення і значно більшої області — східної половини області Томбо. Вона вирізняється з-поміж околиць лише яскравим покривом із замерзлих льодів, які, ймовірно, мігрували туди з рівнини.